# Helicitate
În fizica particulelor elementare, se numește helicitate proiecția spinului unei particule pe direcția impulsului. Pentru o particulă de spin {\displaystyle \mathbf {S} \,} și impuls {\displaystyle \mathbf {p} \,}, helicitatea este
{\displaystyle \lambda ={\frac {\mathbf {S} \,\mathbf {p} }{|\mathbf {p} |}}\,.}